# Kalahari (film, 1974)
Pour les articles homonymes, voir Kalahari.
Pour le film de 1993, voir Kalahari (film, 1993).
Pour plus de détails, voir Fiche technique et Distribution.
Kalahari (Animals Are Beautiful People) est un film sud-africain réalisé par Jamie Uys, sorti en 1974.

## Synopsis
Kalahari est un documentaire humoristique sur la faune sauvage.

## Fiche technique
- Titre : Kalahari
- Titre original : Animals Are Beautiful People
- Réalisation : Jamie Uys
- Scénario : Jamie Uys
- Narrateur : Paddy O'Byrne
- Photographie : Jamie Uys
- Montage : Jamie Uys
- Production : Jamie Uys
- Société de production : Mimosa Films
- Pays :  Afrique du Sud
- Genre : Documentaire
- Durée : 92 minutes
- Dates de sortie : 
  -  Afrique du Sud : 31 janvier 1974
- Affiche : Jean Mascii (France)

## Distinctions
Le film a été nommé au Golden Globe du meilleur documentaire lors de la 32e cérémonie des Golden Globes.